# Aerico
Un aerico (in greco: αγερικό o αερικό) è un Demòne infettivo, ereditato dalle tradizioni folkloristiche macedoni.

## Nel folklore
Di solito si crede che gli aerici siano abitanti invisibili nell'aria, sebbene talvolta assumano le sembianze di un umano; inoltre, sono ritenuti diffusori di gravi malattie, come peste e malaria.